# Kanton Pont-Saint-Esprit
Kanton Pont-Saint-Esprit (francouzsky Canton de Pont-Saint-Esprit) je francouzský kanton v departementu Gard v regionu Languedoc-Roussillon. Tvoří ho 16 obcí.

## Obce kantonu
- Aiguèze
- Carsan
- Cornillon
- Goudargues
- Issirac
- Laval-Saint-Roman
- Le Garn
- Montclus
- Pont-Saint-Esprit
- Saint-Alexandre
- Saint-André-de-Roquepertuis
- Saint-Christol-de-Rodières
- Saint-Julien-de-Peyrolas
- Saint-Laurent-de-Carnols
- Saint-Paulet-de-Caisson
- Salazac